# Burmagomphus johnseni
Burmagomphus johnseni е вид водно конче от семейство Gomphidae.

## Разпространение
Видът е разпространен в Тайланд.